# 祇園会 (落語)
『祇園会』（ぎおんえ）は古典落語の演目。『三人旅』の終わりの部分が独立した作品。昔は、東海道五十三次の宿場一つ一つに対応した噺が存在したが現在では『神奈川』『小田原』とこの『祇園会』しか残っていない。
京を訪れた江戸っ子と京の人間との間で自慢話（さらに大阪人を加える場合がある）を言い合う内容。大きく分けると
1. 三人の江戸っ子が京を訪れて言葉の違いに戸惑うパート
2. 三人のうち伯父が京にいる一人だけが残り、その伯父との間で京と江戸の自慢を言い合うパート
3. 客の職業を聞いてそれにちなんだものを無心する「およく」という芸妓が登場するパート
4. 伯父の友人が江戸っ子を堺の妙国寺に連れて行き、名物の大ソテツを見せるパート

で構成され、全体を『祇園会』または1から3までを『京見物』の演題で演じる場合もあれば、1の部分だけを『東男』または『京見物』の演題で演じるもの、2の部分のみを『祇園会』として演じるもの、3の部分のみを『およく』の演題で演じるものなど、演じ方と演題にはバリエーションがある。武藤禎夫は、たいていのばあいは2のあたりで切るとしている。
また武藤は、（大阪人を加えた場合に）「三カ所の言葉を巧みに使い分け、口一つで（引用者注：祇園祭の）祭囃子の調子を出さねばならないので、非常にむずかしい」と評している。
2のパートの落ち（サゲ）は、文化4年の『写本按古於当世（あごおとせ）』第2巻「京江戸自慢話」に見える。また4のパートの落ちと同内容の小咄として、天保年間の漢文体笑話本『如是我聞』の一編「都人」（「エドッコ」とルビ）がある。
8代目桂文治が得意とした演目であった。

## あらすじ
前記の通りオムニバス形式の演目で、演者によってさまざまな組み合わせが見られる。

### 発端
三人の江戸っ子が京見物にやってくる。「湯屋」の場所を地元民に尋ねると「八百屋どす」と返答され、「湯」と「柚子」の間違いとわかり、京ではそれを「風呂屋」というのだと聞かされたりする。翌日から三人はあちこち京見物をするが、そのうち懐がだんだんさびしくなり、伯父が京にいる一人だけが残ることになる。

### 祇園会
ちょうど頃合いは祇園会の時期。伯父の友人という男も交えて三人でお茶屋に上がって宴を催す。しかし酒が進むと、江戸っ子と伯父の間で、江戸と京のどちらが優れているかというお国自慢の口論となる。しまいに次のようなやり取りに。
「御所の紫宸殿の砂利を掴んでみなはれ、瘧（おこり）が落ちるいいまんねや」
「それがどうした!?　こっちだって江戸城の砂利を掴んでみろい…」
「瘧が落ちるんどすか? 」
「首が落ちらぁ!」

### およく
宴席に「およく」という芸妓が入ってくる。この芸妓は客の職業を聞いて、それにちなんだものをねだるという癖があった。
三人の一人が飛脚屋だと言うと「名古屋までただで手紙を届けておくんなはれ」、もう一人が石屋だと言うと「親族の石塔を一本タダで建てておくれやす」という。最後の江戸っ子が商売を「隠坊」（火葬場で焼く仕事）と答えると、「私が死んだら、タダで焼いておくれやす」。

### 妙国寺
伯父の友人は江戸っ子をあちこち連れ回すが、何を見せても感心しない。そこで妙国寺の大ソテツに連れて行くと江戸っ子は感服したそぶりを見せる。
「大きいソテツやろ」
「それじゃ驚かねぇ、俺はワサビかと思った。」